# Gonolobus triflorus
Gonolobus triflorus är en oleanderväxtart som beskrevs av Carl Friedrich Philipp von Martius och Gal.. Gonolobus triflorus ingår i släktet Gonolobus och familjen oleanderväxter. Inga underarter finns listade i Catalogue of Life.